# FEMEN
フェメン（FEMEN、ウクライナ語: Фемен）は、2008年に設立された、ウクライナのキエフを中心に活動する第三波のフェミニズム抗議団体である。「ウクライナの若い女性のリーダーシップ、知性、道徳性を磨く」、「ウクライナは女性にとってチャンスの国だというイメージをつくる」などの理念を掲げている。この組織を世界的に有名にしたのは、メンバーが買春ツアーや悪質な国際結婚の仲介業、性差別をはじめとした国内外の社会問題に対して行うトップレスの抗議行動であり、その矛先は宗教団体にも及ぶことで知られている。
フェメンのメンバーは、半裸で挑戦的なスローガンを公共の場で誇示したり叫んだりするという、その抗議手法ゆえに定期的にウクライナ警察に身柄を拘束されている。

## 歴史
もともとフェメンは下着姿でデモンストレーションを行うことで知られる団体だった。しかし2009年4月にオクサナ・シャチコがキエフの抗議活動で胸をあらわにして以降、フェメンは定期的に「トップレス」でデモを行うようになり、独立広場の内閣府付近やトルコ大使館、イラン大使館の前などでもっと派手な、エロティックな雰囲気さえ漂う集会が開かれるようになった。露出はほとんどの場合胸までだが、2010年10月にキエフに公衆トイレが不足していることを訴えるデモが行われた際に、やはりオクサナが鍵のかかったトイレの外で臀部をはだけ、2011年2月には4人のメンバーが同じパフォーマンスを行っている。
フェメンはその挑発的な手法を正当化して次のような声明を出している。「この国で声を届ける唯一の方法がこれだ。旗をかかげてただ抗議を行っても、我々の主張に耳が傾けられることはないだろう」。彼らの目標はヨーロッパで最大規模の最も影響力を持つフェミニスト団体となることであり、2012年10月のウクライナ議会選挙で候補者を立て、政党となることを検討していた時期もある（しかし結局この選挙には参加しなかった）。
2011年以降フェメンは定期的にウクライナ国外でも集会を開いている。2011年4月の後半にはワルシャワ、チューリヒ、ローマ、テルアビブ、リオデジャネイロなどに海外支部を設置したと発表している。
2013年10月、フランスのパリ（移民街の木造劇場2階）に本拠地（本部）を移したという報道があった。

## 組織と行動
創設された当時フェメンの運動の中核を担ったのは18歳から20歳のウクライナの女子大学生だった。キエフではおよそ300人あまりが積極的な参加者として活動している。構成としては20人から40人がトップレスとなる活動家で、残る300人はきちんとした身なりで行動する。男性メンバーもわずかに存在する。デモの舞台となるのはほとんどがキエフだが、オデッサやドニプロペトロウシク、ザポリージャなどの街でも活動は行われている。
支援者は3万人と推計されており、グッズなどを販売しているほか個人からの寄付も受けている（DJ Hellは支援者の1人である）。
フツォルはウクライナでの買春の合法化に断固反対の立場である。2009年5月末には性産業でサービスを受けることに刑事責任を求めることを提案している。2012年にはウクライナで欧州選手権が開催されたが、フェメンはウクライナ政府に売春の合法化を進める動きがあると主張し、抗議活動を行った。彼らは政府と欧州サッカー連盟にウクライナにおける売春やそれを目的とした観光を問題として社会制度を整備することを要求している。
ウクライナでは暴徒行為や国旗冒涜などで刑事事件に発展し、罰金刑が科されることも起きている。フェイスブックは一時期フェメンのページをポルノグラフィの疑いがあるという理由でブロックしていた。フェメンのフェイスブックのページでは、ヌーベル・カレドニエンヌ紙にも掲載された、メンバーが血まみれのウラジーミル・プーチンやキリル1世の頭にチェーンソーをつきつけるなど挑発的な画像がいくつも閲覧可能な状態なっていた。メンバーの中にはフェメンと関わったことで家族と疎遠になった者もいるという。
ほとんどの場合抗議活動の直後にメンバーは身柄を警察に拘束されている。フェメン側の証言によればベラルーシ国家保安委員会がフェメンの活動家を逮捕し「ナイフで脅して、髪を切る」ことさえあった。また2010年初頭の大統領選挙後にヴィクトル・ヤヌコーヴィチがフェメンの活動家を恫喝しようとしたと主張している。
ロシアの首都モスクワでは2011年4月の終わりに「ルー・フェメン」と呼ばれる団体がデモンストレーションを行っているが、すぐにフェメンとは無関係の派生団体だと判明した。フェメンはロシア「統一ロシア」党がこのルー・フェメンの背後にいるとして非難している。フェメンはウラジーミル・プーチンとガスプロムに対する抗議も行っている。

## 信仰への攻撃
ロンドンで開催された2012年のオリンピックでは「残酷なイスラム政権」に対してトップレスで抗議を行っている。このデモはイスラム政権を支援する国際オリンピック委員会を糾弾するものでもあった。パフォーマンスには「ノー・シャリーア」という言葉を身体にペイントしたり、イスラム教徒の衣服で男装するといったものもあった。
2011年11月にはバチカンのサン・ピエトロ広場でローマ教皇ベネディクト16世による日曜の説教の後に、フェメンのメンバーであるアレクサンドラ・シェフチェンコ（露: Александра Шевченко、英: Aleksandra Shevchenko）が「女性の自由」をもとめるプラカードを掲げてストリップティーズを始めた。シェフチェンコとその仲間はすぐにイタリア警察に取り押さえられている。
2012年4月、ウクライナで中絶を禁止する法案が提出されたことに抗議するフェメンのメンバー5人は、キエフの聖ソフィア大聖堂の鐘楼に登り、中絶を選択肢として支持するデモンストレーションを行う間、教会の鐘を鳴らし続けた。こちらもその後警察に身柄を拘束されている。
2012年7月26日、フェメンの活動家ヤナ・ジダーノワ（露: Анна Деда、英: Yana Zhdanova）はウクライナを訪れていたモスクワ総主教キリル1世にトップレスで攻撃的な言動を繰り返した。ジダーノワは背中に「キル・キリル」という言葉をペイントし、この正教の指導者に「出て行け！」と叫んだ。一連の行動により、彼女には拘留15日の判決が言い渡された。
モスクワでプッシー・ライオットの有罪判決が下された2012年8月17日には、「中世的な魔女狩りの犠牲者との結束の証」としてフェメンのインナ・シェフチェンコ（露: Инна Шевченко、英: Inna Shevchenko）が仲間たちとキエフの独立広場の近くにあった5メートルもの十字架をチェーンソーで切り落とした。この十字架はホロドモールの犠牲者やソ連時代の反宗教政策、特に東方典礼カトリック教会の迫害で殉教した者を追悼するために建てられたものだった。さらにインナ・シェフチェンコは磔になったキリストの姿をまね、他のメンバーが写真撮影を行った。その後彼女はこの暴徒行為をとがめられ、刑事事件として捜査が行われた。フェメンの主張によれば、この事件により総務省で特別部隊が組織され、キエフにある団体本部が封鎖されたという。プッシー・ライオットのマリア･アリョーヒナ（露: Мария Алёхина、英: Maria Alyokhina）はこの十字架の冒涜に加わることを拒否している。
2012年8月18日、同じ場所に新しい十字架が設置された。

## 評価
ウクライナ国内ではフェメンの活動は「無意味」であるとか「あまりに悪趣味」であると批判されている。ウクライナ人のジェンダー研究者テチヤナ・ブレイチャクによればほとんどのウクライナ女性はフェメンによい印象を持っていない。あるいはリヴィウ大学の社会学者オレグ・デムキフも彼らが国民から支持されているわけではないと指摘している。一方でウクライナには「論文を書いて、それで終わり、という従来の女性人権運動とは違う」と評価する声もあるという。
2012年8月にメンバーが追悼の十字架を冒涜したことで、ウクライナの公共団体「Orthodox Choice」は彼らを「神を汚す反キリスト教徒」と呼び、法務省にフェメンを「社会に害をもたらす」団体として禁止するように求めた。フェメンは「この国で声を届ける唯一の方法」 とその手法を正当化しており、自分たちは「政治と宗教を越えた」独立した組織だと主張し、十字架の冒涜をはじめ教会組織への攻撃を公然と行っている。
フェメンの目的は「ウクライナの女性を揺さぶり、活発に社会と関わらせる」ことでもある。彼らはこの戦略がほとんど成功していないとも語っている。しかしロイター通信社によれば「フェメンはささやかな規模ではあるが、日常的に街頭抗議を行う数少ない組織の一つ」である。彼らの言動は2012年になっても世界中のメディアから注目を浴びている。